# Joey Kramer
Joseph Michael Kramer (Nova York, 21 de juny de 1950) és el bateria del grup nord-americà de rock Aerosmith.

## Sinopsis biografica
La seva primera col·laboració amb el grup fou amb la cançó Pandora's Box, del disc Get Your Wings, de 1974. També figura als crèdits de cançons com Kings and Queens i The Hand That Feeds. També se li atribueix el nom del grup, Aerosmith, ja que és un nom de fantasia que escrivia als seus quaderns mentre feia els estudis de secundària.
Quan va entrar al grup, va substituir n'Steven Tyler (que n'era el bateria), perquè en Tyler pogués dedicar-se només a cantar.
Al principi del grup, tots els membres vivien en un mateix pis a Boston. Es passaven el dia menjant arròs i verdures, i veient The Three Stooges; mentre escoltaven a Jeff Beck, Cream i Deep Purple.

## Vida i carrera
Kramer va néixer al Bronx, Nova York, fill de Doris i Mickey Kramer, un home de negocis. Les seves memòries, Hit Hard: A Story of Hitting Rock Bottom at the Top, es van publicar el 30 de juny de 2009. A Kramer se li atribueix l'origen del nom Aerosmith. A les seves memòries, Kramer va revelar que va concebre ociosament el nom Aerosmith mentre escoltava l'àlbum Aerial Ballet de Harry Nilsson el 1968, dos anys abans que es formés la banda. Kramer insisteix que no hi ha cap connexió entre el nom "Aerosmith" i la novel·la Arrowsmith de Sinclair Lewis.
A principis de la dècada de 1970, Kramer era membre de "The Institution", una banda de garatge fonamental de Nova Jersey fundada per Philip Rubin, J. Howard Duff, Richie Lester i Marv Coopersmith. El 25 de novembre de 1970, la primera banda de Bruce Springsteen, Steel Mill, va obrir per a "The Institution" al "Newark State College". Poc abans d'unir-se a Aerosmith, Kramer es va traslladar a Boston i va assistir al "Berklee College of Music" i va treballar amb "Chubby & the Turnpikes" (més tard conegut com Tavares) al costat de Bernie Worrell.
Kramer va fer una aparició com a convidat a la 22a temporada de Els Simpson, a l'episodi "The Ned-Liest Catch", com a antiga parella de la professora de Bart, la senyora Krabappel, tal com es va explicar a l'episodi de la tercera temporada "Flaming Moe's", que va incloure el conjunt d'Aerosmith, la primera banda que va ser estrella convidada al programa.[Citació necessària] El 2015, NECA va llançar una figura d'acció "Simpsons-ized" de Kramer, així com els altres membres d'Aerosmith, com a part del quarta sèrie de la línia de figures col·leccionables del 25è aniversari dels Simpsons de la companyia.
El juny de 2011, Kramer va fer una pregunta i resposta dels fans i va revelar la seva ment oberta als escriptors externs, afirmant que no li importava sempre que els cinc membres d'Aerosmith juguin el material escrit. L'any 2013, Kramer va anunciar la seva nova associació amb "Comfort Foods, Inc.", que ara rostirà, empaquetarà i distribuirà la seva línia de cafè orgànic en gra sencer: "Rockin' & Roastin' Coffee".
El 2015, va anunciar una associació comercial amb Les Otten, l'antic vicepresident dels "Boston Red Sox", per obrir dues ubicacions de "Joey Kramer's Rockin' & Roastin' Café and Restaurant" a Newry, Maine, als peus de l'estació d'esquí sunday river; i North Attleborough, Massachusetts. La ubicació de North Attleborough es va tancar el 2017. La ubicació de Newry, Maine va tancar el 2016.
L'esposa de Kramer, Linda, va morir el 22 de juny de 2022 als 55 anys.

## Cançons d'Aerosmith escrites
Les següents cançons d'Aerosmith tenen un crèdit d'escriptura donat a Kramer:
- "Pandora's Box" de Get Your Wings
- "Kings and Queens" de Draw the Line
- "The Hand That Feeds" de Draw the Line
- "The Hop" de Done With Mirrors
- "The Movie" de Permanent Vacation
- "Krawhitham" de Pandora's Box
- "Beautiful" de Music from Another Dimension!
- "Lover Alot" de Music from Another Dimension!
- "Can't Stop Lovin' You" de Music from Another Dimension!
- "Closer" from Music de Another Dimension!

## Equipament
Actualment, Kramer avala la bateria de Pearl, els plats i els pals Zildjian (incloent el seu propi model de signatura), a més de caps Remo. També ha utilitzat moltes altres marques de bateria, com Ludwig, amb qui va estar estretament associat durant gran part de la seva carrera fins que va canviar a Pearl. En el passat també ha utilitzat conjunts de Fibes, Tama i DW.
Bateria de la sèrie Pearl Crystal Beat
- bombo de 24"x18".
- Tom muntat de 13"x10".
- Tom de terra de 16"x16".
- Tom de terra de 18"x16".
- Caixa UltraCast de 14" x 6,5".

PlatsAvedis Zildjian:
- Hi-hats de 15" A Custom rezo
- 19" Un xoc de projecció personalitzada
- 20" Un xoc/viatge
- 21 "Una mega campana
- Hi-hats de 14" A Custom Mastersound
- Xina híbrida personalitzada de 19 "K"

Bastonspals de la signatura Zildjian Joey Kramer en dip verd